# اشچیل آدبودوا
اشچیل آدبودوا (به لاتین: Trzciel-Odbudowa) یک منطقهٔ مسکونی در لهستان است که در Gmina Miedzichowo واقع شده‌است.